# الکساندرا، بخش راوا
الکساندرا، بخش راوا (به لاتین: Aleksandrów, Rawa County) یک منطقهٔ مسکونی در لهستان است که در Gmina Biała Rawska واقع شده‌است.